# 蒂莫諾韋
49°44′42″N 38°27′3″E / 49.74500°N 38.45083°E
蒂莫諾韋（羅馬化：Tymonove）是位於烏克蘭東部的村莊，由盧甘斯克州斯瓦托韋區的特羅伊齊克市鎮負責管轄。該村是克拉斯納河的源頭，始建於1802年，面積54.6平方公里，海拔高度105米，2001年人口696，人口密度每平方公里12.8人。